# 劉案
劉案（1488年—？年），字振文，江西撫州府崇仁縣人，明朝政治人物。

## 生平
治《詩經》，行二，由縣學生中式壬午科（1522年）江西鄉試第三十八名舉人，年三十六歲中式嘉靖二年（1523年）癸未科會試第八十七名，第二甲第七十八名進士。官至福建按察司佥事。

## 家族
曾祖劉子绎。祖父劉璲，通判。父劉崇，教谕，贈禮科给事中。嫡母熊氏、盧氏、杨氏，封太孺人；生母陳氏。慈侍下。兄劉冣，正德十二年進士、禮科给事中；劉寯，正德九年進士、南京刑部郎中；弟劉宴。